# 所得再分配調査

「1962年以降の日本の再分配前（当初所得）と再分配後（再分配所得）のジニ係数推移」但し、世帯人数や少子高齢化を考慮に入れた補正は行っていない。日本では少子高齢化によって、「再分配前のジニ係数」は上昇傾向にあるが、所得再分配は正常に機能している。しかし、少子高齢化の進行により、世代間の所得再分配の限界から高齢者間所得再分配の必要性が指摘されている。

所得再分配調査（しょとくさいぶんぱいちょうさ）は、厚生労働省が税や社会保障制度による所得再分配の状況を調べるために実施している調査である。
1962年度から3年に一度実施されており、2023年9月時点で最新の調査は、2021年7月8日から同年8月7日までの１か月間調査が実施された所得と税、社会保険料負担等に関するものである。

## 調査方法
無作為にサンプルした対象世帯に調査票を配布し、世帯において自ら記入し、後日調査票を回収する。

## 用語
- 当初所得とは、所得税や社会保険料を支払う前の雇用者所得、事業所得などの合計。公的年金などの社会保障給付は含まれない。
- 再分配所得（Redistributed Income）とは、当初所得から税や社会保険料負担を控除し、公的年金などの現金給付と医療、介護、保育などの現物給付を加えたもの。
- 等価所得とは、世帯の所得を世帯人数の平方根で割ったものである。

## 推移
上図は、1962年以降の再分配前後のジニ係数を同じく所得再分配調査によってあらわしたものである
。表は、下のようになっている。
当初所得のジニ係数の上昇傾向は長期に続いており、1990年度調査では0.4334であったが、2021年度調査では0.5700に上昇している。一方、再分配所得のジニ係数は、1990年度調査の0.3643から0.3813へとわずかに上昇したのみであり、1999年度調査以降は0.38台で推移している。
所得再分配調査の当初所得のジニ係数上昇に対しては、これを日本社会の不平等度の上昇によるものであるとする意見と、不平等度が上昇しているわけではないとする意見が対立している。
| 調査年 | 当初所得①  | 社会保障による再分配所得 （①＋医療費+社会保障給付金 －社会保険料） | 税による再分配所得 （①－税金） | 再分配所得 (社会保障と税金の 効果合算) | 再分配 による 改善度 (%) | 当初所得に対する 社会保障による改善度 (%) | 当初所得に対する 税による改善度 (%) |
| ------ | ---------- | ------------------------------------------------------------------ | ------------------------------ | -------------------------------------- | ------------------------ | ----------------------------------------- | ----------------------------------- |
| 1962   | 0.3904     | -                                                                  | -                              | 0.3442                                 | 11.8                     | -                                         | -                                   |
| 1967   | 0.3749     | 0.3423                                                             | 0.3611                         | 0.3176                                 | 15.3                     | 8.7                                       | 3.7                                 |
| 1972   | 0.3538     | 0.3338                                                             | 0.3384                         | 0.3136                                 | 11.4                     | 5.7                                       | 4.4                                 |
| 1975   | 0.3747     | 0.3577                                                             | 0.3638                         | 0.3455                                 | 7.8                      | 4.5                                       | 2.9                                 |
| 1978   | 0.3652     | 0.3608                                                             | 0.3517                         | 0.3381                                 | 7.4                      | 1.2                                       | 3.7                                 |
| 1981   | 0.3491     | 0.3317                                                             | 0.3301                         | 0.3143                                 | 10.0                     | 5.0                                       | 5.4                                 |
| 1984   | 0.3975     | 0.3584                                                             | 0.3824                         | 0.3426                                 | 13.8                     | 9.8                                       | 3.8                                 |
| 1987   | 0.4039     | 0.3564                                                             | 0.3879                         | 0.3382                                 | 16.3                     | 11.8                                      | 4.0                                 |
| 1990   | 0.4334     | 0.3791                                                             | 0.4207                         | 0.3643                                 | 15.9                     | 12.5                                      | 2.9                                 |
| 調査年 | 当初所得 ① | ①＋社会保障給付金 －社会保険料 ②                                   | 可処分所得 （②－税金） ③       | 再分配所得 （③＋現物給付） ④           | 再分配に よる改善度 (%)  | 社会保障に よる改善度 (%)                 | 税による 改善度 (%)                 |
| 1993   | 0.4394     | 0.3887                                                             | 0.3693                         | 0.3645                                 | 17.0                     | 12.7                                      | 5.0                                 |
| 1996   | 0.4412     | 0.3798                                                             | 0.3660                         | 0.3606                                 | 18.3                     | 15.2                                      | 3.6                                 |
| 1999   | 0.4720     | 0.4001                                                             | 0.3884                         | 0.3814                                 | 19.2                     | 16.8                                      | 2.9                                 |
| 2002   | 0.4983     | 0.3989                                                             | 0.3854                         | 0.3812                                 | 23.5                     | 20.8                                      | 3.4                                 |
| 2005   | 0.5263     | 0.4059                                                             | 0.3930                         | 0.3873                                 | 26.4                     | 22.8                                      | 4.1                                 |
| 2008   | 0.5318     | 0.4023                                                             | 0.3873                         | 0.3758                                 | 29.3                     | 26.6                                      | 3.7                                 |
| 2011   | 0.5536     | 0.4067                                                             | 0.3885                         | 0.3791                                 | 31.5                     | 28.3                                      | 4.5                                 |
| 2014   | 0.5704     | 0.4057                                                             | 0.3873                         | 0.3759                                 | 34.1                     | 31.0                                      | 4.5                                 |
| 2017   | 0.5594     | 0.4017                                                             | 0.3822                         | 0.3721                                 | 33.5                     | 30.8                                      | 6.0                                 |
| 2021   | 0.5700     | 0.4083                                                             | 0.3890                         | 0.3813                                 | 33.1                     | 29.8                                      | 4.7                                 |

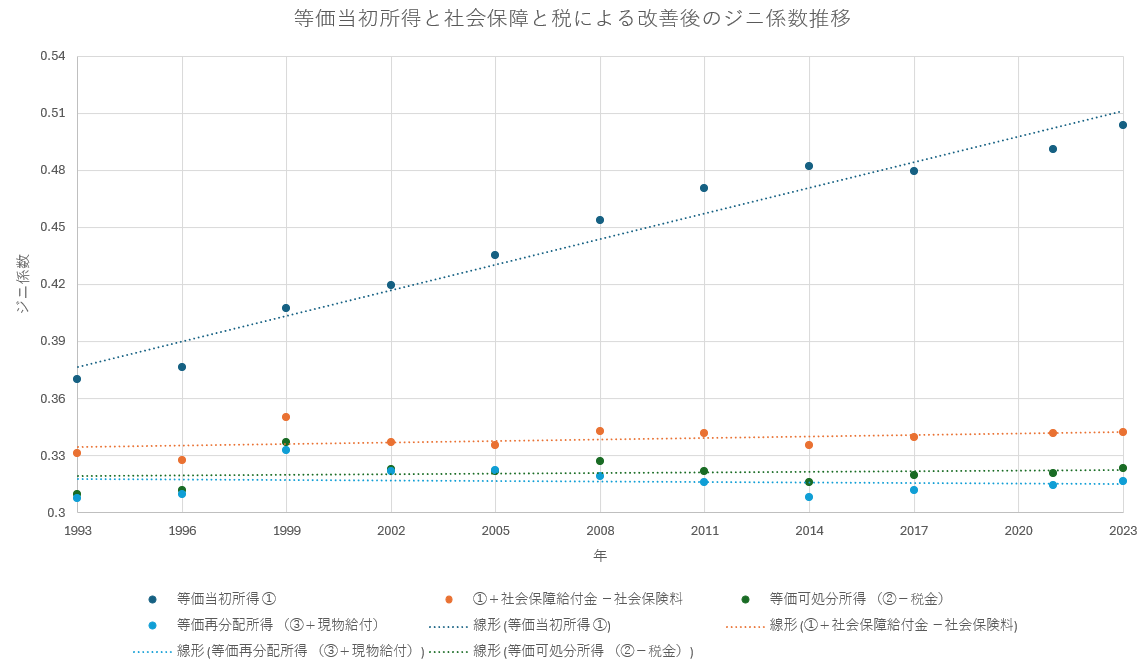
所得再分配とジニ係数 (等価再分配所得を基に)

上記のジニ係数とは別に、世帯人員数を考慮したジニ係数の推移は、右下図のような推移となっている。世帯人員を考慮する理由は、生活水準を考えた場合、同じ年収でも単身男性者と4人家族で生活する場合、生活の余裕度が異なるるためである。そのため、世帯人員数の違いを調整するため、世帯の可処分所得を世帯人員の平方根（√）で割った値を等価所得としている。
そして、右下図はそれぞれ
- 黄線は「直接税、社会保障給付金、現物支給」の再分配を考慮した所得のジニ係数
- 緑線は「直接税、社会保障給付金」の再分配を考慮した所得のジニ係数
- 赤線は「社会保障給付金、現物支給」の再分配を考慮した所得のジニ係数
- 青線は当初所得のジニ係数

を示しており、以下の下表のようになっており、2021年度調査は、2014年度調査以降上昇傾向にあり、等価再分配所得のジニ係数は0.3144となっている。
| 調査年 | 等価当初所得 ① | ①＋社会保障給付金 －社会保険料 ② | 等価可処分所得 （②－税金） ③ | 等価再分配所得 （③＋現物給付） ④ | 再分配による 改善度 | 社会保障による 改善度 | 税による 改善度 |
| ------ | -------------- | -------------------------------- | ---------------------------- | -------------------------------- | ------------------- | --------------------- | --------------- |
| 1993   | 0.3703         | 0.3313                           | 0.3097                       | 0.3074                           | 17.0%               | 11.2%                 | 6.5%            |
| 1996   | 0.3764         | 0.3273                           | 0.3119                       | 0.3096                           | 17.7%               | 13.7%                 | 4.7%            |
| 1999   | 0.4075         | 0.3501                           | 0.3372                       | 0.3326                           | 18.4%               | 15.3%                 | 3.7%            |
| 2002   | 0.4194         | 0.3371                           | 0.3227                       | 0.3217                           | 23.3%               | 19.9%                 | 4.3%            |
| 2005   | 0.4354         | 0.3355                           | 0.3218                       | 0.3225                           | 25.9%               | 22.8%                 | 4.1%            |
| 2008   | 0.4539         | 0.3429                           | 0.3268                       | 0.3192                           | 29.7%               | 26.2%                 | 4.7%            |
| 2011   | 0.4703         | 0.3418                           | 0.3219                       | 0.3162                           | 32.8%               | 28.6%                 | 5.8%            |
| 2014   | 0.4822         | 0.3354                           | 0.3159                       | 0.3083                           | 36.1%               | 32.1%                 | 5.8%            |
| 2017   | 0.4795         | 0.3398                           | 0.3194                       | 0.3119                           | 35.0%               | 30.8%                 | 6.0%            |
| 2021   | 0.4911         | 0.3417                           | 0.3207                       | 0.3144                           | 36.0%               | 31.8%                 | 6.1%            |

### ジニ係数上昇の要因
ジニ係数は所得分配の不平等度の指標であるが、その解釈は単純ではない。高齢者が増加すれば無職で所得のない世帯が増加するのでジニ係数は当然悪化するが、これが不平等度の高まりであると解釈することには異論がある。また、世帯の規模が異なれば所得水準が違っても生活水準が違うとは限らない。例えば2人世帯の所得水準が5人世帯よりも少ないからといって、所得分配が不平等であると言うことはできない。
高齢化の進展による高齢単独世帯の増加や核家族化、少子化による世帯規模の縮小傾向などによって、世帯構成が変化していることもジニ係数が上昇する要因となっている。

## 2023年調査
2023年の所得再分配調査によれば、2021年度の再分配状況は以下の通りである。

### 世帯所得別
日本では世帯所得が600万円を超えるまでは『受益超過』となっていて、日本の税制度の恩恵を受ける側となっている。

### 世帯主年齢別
世帯主年齢別の再分配状況は以下の通りとなっていて、2021年時点で世帯主が59歳までが大幅な負担超過、60-64歳が多少の負担超過、65歳以上は大幅な受益超過で年齢を経るごとに受益額が拡大している税制度となっている。 

### 年齢別（等価所得）
等価所得による世帯員年齢階級別のジニ指数は以下の通り。

日本において、再分配前のジニ係数は、高齢化の悪影響を受けている。厚生労働省の「所得再分配調査」によると、再分配前のジニ係数は65歳以上の高齢層で顕著に高くなり、年齢が上がるほど大きくなる傾向が見られる。これは、高齢化が進むほど長年の経済活動の積み重ねの影響が老後に出るため、高齢者間の所得差が広がりやすくなるためである。一方で、日本では税制度による所得再分配は維持されており、再分配後のジニ係数は他世代と差がほとんど ない。しかし、少子高齢化の進行により、世代間の所得再分配の限界が指摘されている。そのため、所得格差の拡大を抑えるためには、高齢世代内での所得再分配の強化が必要である。また、2021年調査では、「高齢化要因を除いた場合のジニ係数」の試算も行われた結果、当初所得・再分配所得ともに前回調査より改善していることが示された。これにより、日本の再分配前ジニ指数の上昇傾向は高齢化の進行が要因であることが明らかになった。少子高齢化が進む中で世代間で非高齢世代に負担させるのではなく、高齢世代内で格差是正策させる仕組みが求められている。